# Teatro Ópera
Das Teatro Ópera ist ein Theater in der argentinischen Hauptstadt Buenos Aires, auf der Avenida Corrientes 860.

## Beschreibung
Die Geschichte des Teatro Ópera reicht zurück bis 1871. In diesem Jahr erahnte der Unternehmer Antonio Petalardo, dass die damals enge und vom Zentrum weit entfernte Straße in Buenos Aires durch den Bau von Theatern belebt würde. Dieser Moment war quasi die Geburtsstunde des Ópera, eines Theaters, das im Prinzip allem „Lyrischen“ gewidmet sein sollte und für die damalige Zeit erstaunliche Installationen besaß, u. a. ein eigenes Elektrizitätswerk. Damit war es das erste Theater Lateinamerikas mit elektrischer Beleuchtung. 
Für die anstehende Erweiterung der Avenida Corrientes wurde dieses erste Gebäude 1935 jedoch abgerissen. Alsdann wurde das Grundstück von Clemente Lococo erworben, und der belgische Architekt Alberto Bourdon entwarf das neue Gebäude, das sich durch eine schlichte, aber originelle Fassade und Platz für 2500 Personen auszeichnete. Die Bühne war für diverse Veranstaltungen geeignet und besaß außerdem eine große Filmleinwand. Im Innenraum simuliert die Decke einen Sternenhimmel. Im „Petit Ópera“ im Keller werden „Sneak-Previews“ von Filmen gezeigt, außerdem wird es für andere kulturelle Veranstaltungen genutzt. 
Im Laufe der Jahre traten hier Ava Gardner, Édith Piaf, die Folies Bergère, das Pariser Lido, Ella Fitzgerald und andere Künstler auf.

## Weblink
Koordinaten: 34° 36′ 13,8″ S, 58° 22′ 43,9″ W